# Laurel Martyn

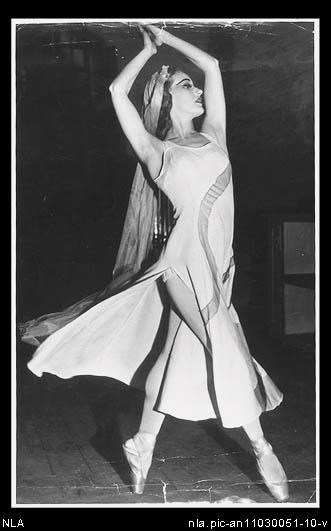
Laurel Martyn in Vltava, Borovansky Ballet, 1940, National Library of Australia

Laurel Martyn OBE (geb. Gill, * 23. Juli 1916 in Toowoomba; † 16. Oktober 2013) war eine australische Ballerina.

## Leben
Sie verließ Australien 1933 in Richtung Großbritannien. Dort lernte sie bei Phyllis Bedells. 1934 gewann sie ein Stipendium für Choreografie an der Association of Operatic Dancing (später die Royal Academy of Dance) für ihre erste Arbeit mit dem Titel Exile. 1935 gewann sie als zweite Australierin die Adeline Genée Gold Medaille. Martyn schloss sich im Dezember 1935 dem Vic-Wells Ballet (später Sadler’s Wells) an. sie war dort die erste Australierin. 1938 war sie Solistin. Im gleichen Jahr kehrte sie als Tanzlehrerin in ihre Heimat zurück. Sie schloss sich 1940 Edouard Borovanskys gleichnamigen Ballet Corps an und blieb dort bis zu ihrer Heirat mit Lloyd Lawton im Jahr 1945. Sie tanzte bis zu ihrem Tod im Jahr 2013, als sie mit 97 Jahren starb.

## Arbeiten
Nachdem Laurel Martyn das Borovansky Ballet 1945 verlassen hatte, begann sie mit eigenen Choreografien. Dazu gehörten The Sentimental Bloke Who Couldn't Be a Man (1952) und Mathinna (1954). Beide Arbeiten sind von australischen Themen inspiriert. The Sentimental Bloke ging auf australische Literatur zurück und Mathinna ging auf ein in die weiße Gesellschaft aufgenommenes Mädchen der Aborigines zurück. In dem Stück wurden die politischen, sozialen und rassistischen Auswirkungen der Beziehungen zwischen Aborigines und Kolonialsiedlern untersucht.

## Späte Jahre
Sie war maßgeblich an der Gründung des Young Dancers Theater beteiligt, für das sie in den 1980er Jahren ebenso mehrere Choreografien schuf, wie für die die Classical Dance Teachers, die Tanzlehrer ausbildeten.